# Aeroportul Salzburg
Aeroportul Salzburg (IATA: SZG, ICAO: LOWS) este un aeroport din Salzburg, Salzburg, Austria ce deservește zona Salzburg. Aeroportul a fost tranzitat în 2023 de 1.614.601 pasageri. A fost deschis în 1926 și numit după zona deservită.
Situat la o altitudine de 430 m, aeroportul dispune de 1 pistă.

## Infrastructură

### Piste
Aeroportul dispune de o singură pistă. Pista 15/33 are suprafața de Bitum și dimensiunile 2.750 m × 45 m. 